# أخبار اليوم (جريدة مصرية)
جريدة أخبار اليوم من أكبر المؤسسات الصحفية في مصر والوطن العربي والشرق الأوسط وأشهرها. أسسها التوأم مصطفى أمين (21 فبراير 1914-13ابريل1997) وعلي أمين (21 فبراير 1914-3 أبريل 1976) عام 1944. مقرها الرئيسي بشارع الصحافة بالقاهرة.

## كتابها الأوائل
- محمد التابعي
- مصطفى أمين وعلى أمين [1]
- محمد حسنين هيكل
- توفيق الحكيم
- كامل الشناوي
- جلال الدين الحمامصي
- الكاتب الساخر أحمد رجب واشتهر بكلمات ساخرة تحت اسم (نصف كلمة)
- رسام الكاريكاتير مصطفى حسين
- إبراهيم سعدة
- أحمد زين
- كمال عبد الرؤوف
- عبد الفتاح الديب
- تهاني إبراهيم
- محمود صلاح
- مجدي عبد العزيز
- محمود سالم
- حسين ستار هاشم

## رؤساء التحرير
- محمود بسيوني
- عمرو الخياط.
- سيد النجار
- سليمان قناوي
- سيد النجار
- ممتاز القط
- إبراهيم سعدة
- إحسان عبد القدوس
- جمال الشناوي

## رؤساء مجلس الإدارة
- محمد عهدي فضلي (2005 - 2011)
- محمد بركات
- أحمد سامح
- ياسر رزق (2014 - 2020)
- أحمد جلال منتصر (2020 - 2024)
- إسلام عفيفى ( أبريل 2024 ـ حتى الآن)

## وصلات خارجية
- الموقع الرسمي